# Algonkium
Das Algonkium ist, wie auch Eozoikum, ein veralteter Begriff für das Proterozoikum, die oberste, jüngste chronostratigraphische Einheit des Präkambriums. Es wurde nach dem Siedlungsgebiet der Algonkin-Indianer in Nordamerika 1889 von Charles Walcott benannt. 1892 trennte man dann die Einheit vom Kambrium.
Die Schichten des Algonkiums überlagern diskordant die archaische Laurentische Gebirgsbildung und werden von der kambrischen Assyntischen Orogenese auf Gondwana überlagert. Gondwana war damals wahrscheinlich Teil des zerfallenden Superkontinents Rodinia und des sich kurzzeitig bildenden Pannotia.
Nutzbare Gesteine des Algonkiums sind Granit, Erze und Schiefer. Die Lebensentwicklung war durch Blaualgen, Weichtiere und Schwämme gekennzeichnet. Der Begriff Algonkische Revolution steht wohl für den radikalen Faunenschnitt zwischen Ediacara-Fauna und der Kambrischen Explosion ab 542 mya.